# Harpers Ferry Armory

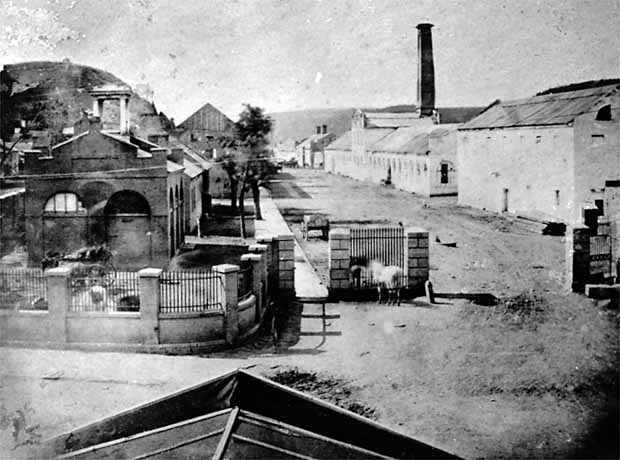
Armurerie militaire Harpers Ferry en 1862.

Harpers Ferry Armory, plus connue sous le nom d'armurerie militaire américaine et arsenal à Harpers Ferry, est une manufacture d'armes à feu, et la deuxième manufacture militaire fédérale commandée par le gouvernement des États-Unis. Elle était située à Harpers Ferry, en Virginie-Occidentale (qui faisait alors partie de la Virginie), tandis que la première manufacture militaire fédérale était celle de Springfield Armory située à Springfield, dans le Massachusetts. Dans de nombreux livres, la ville s'appelle Harper's Ferry avec une apostrophe.  
L’armurerie nationale a été associée à de nombreux événements historiques importants dans l’histoire des États-Unis. Le Harpers Ferry National Armory était à la fois une armurerie et un arsenal. Les armureries Harpers Ferry et Springfield ont toutes deux joué un rôle déterminant dans le développement de techniques d'usinage permettant de fabriquer des pièces interchangeables.  

## Histoire

### Harpers Ferry

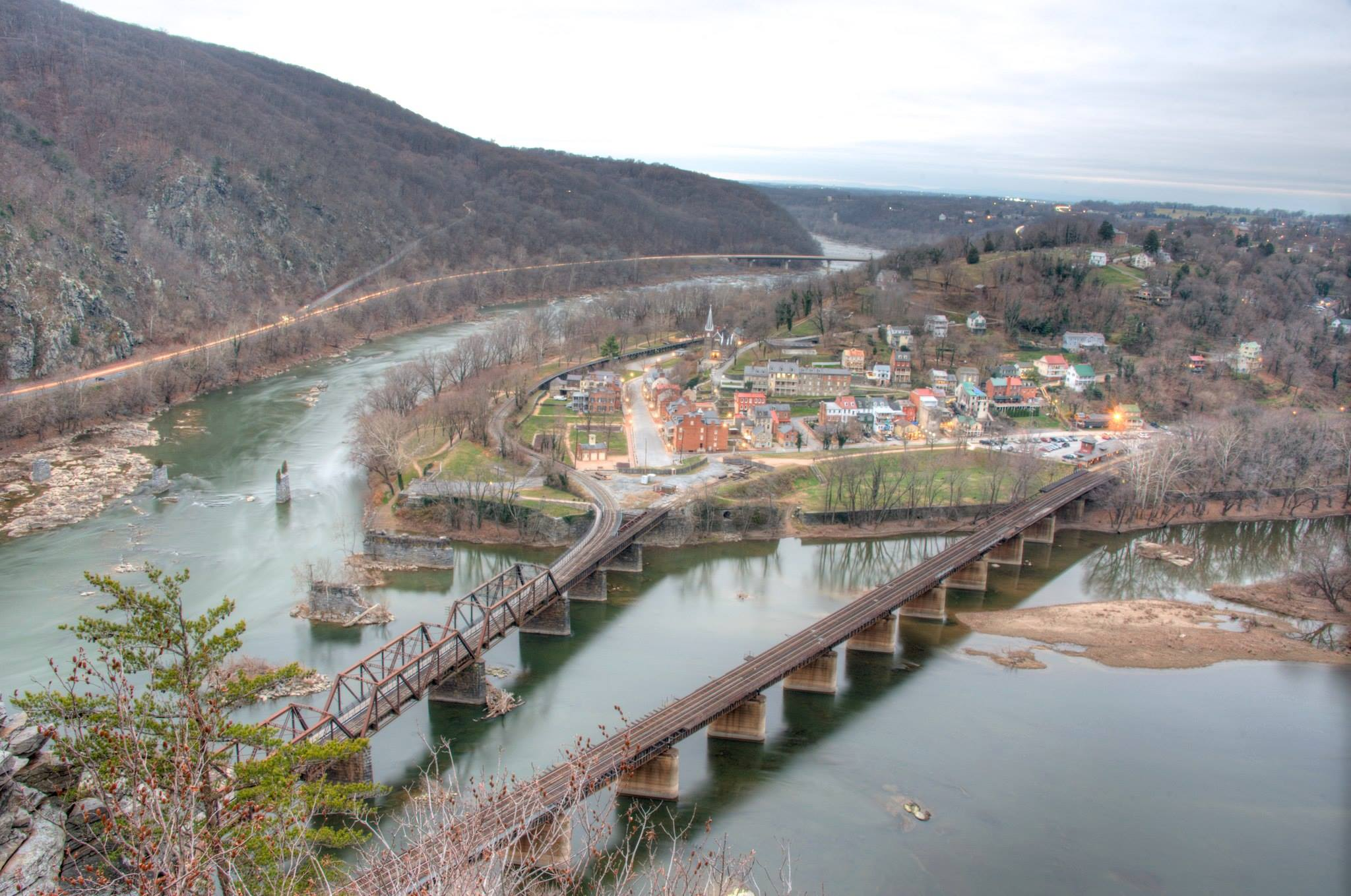
Harpers Ferry, vu depuis Maryland Heights.

Robert Harper fonde la communauté de Harpers Ferry au milieu du XVIIIe siècle. Robert Harper est né en 1718 dans le canton d’Oxford, près de Philadelphie, en Pennsylvanie. En tant que constructeur, Harper est invité par un groupe de Quakers en 1747 à construire un lieu de réunion dans la vallée de Shenandoah, près du site actuel de Winchester, en Virginie. Voyageant à travers le Maryland sur le chemin de la vallée de Shenandoah, Harper s'est mis à l'ouvrage à l'endroit où les rivières Potomac et Shenandoah se rejoignent. Attiré et émerveillé par l’énorme puissance d’eau latente résidant dans les rivières et par son emplacement stratégique pour les voyages et les transports, Harper obtient un brevet pour 125 acres soit 0,51 km2 de terrain en 1751. Il construit un ferry pour traverser la rivière Shenandoah afin d’aider les pionniers à atteindre leur destination dans les nouveaux territoires occidentaux. Après la création du traversier, de plus en plus de personnes ont été attirées dans la région, qui est devenue une destination avec des entreprises florissantes.

### Armurerie nationale
En 1794, le Congrès des États-Unis adopta un projet de loi appelant « à ériger et à réparer des arsenaux et des magasins ». Le président George Washington, qui dispose d'une grande latitude pour exécuter cet ordre, choisit Harpers Ferry, qui faisait alors partie de la Virginie, pour l'installation de la manufacture  militaire Harpers Ferry National. En 1796, le gouvernement des États-Unis acheta une parcelle de 125 acres aux héritiers de Robert Harper. Par la suite, en 1799, la construction de l'arsenal national commence. Trois ans plus tard, la production en masse d'armes militaires a commencé.  
La manufacture militaire d'Harpers Ferry était en fait la deuxième manufacture militaire. La première était celle de Springfield Armory, construite à Springfield, dans le Massachusetts, en 1794 après que le Congrès eut approuvé le projet de loi visant à créer le premier arsenal national du pays. 
À son ouverture officielle, la taille de l'armurerie semblait inadéquate pour une force de travail. Il ne comptait qu'une pièce et les ouvriers ne comptaient que vingt-cinq personnes. Néanmoins, l'armurerie a produit de nombreux mousquets, fusils et, plus tard, des pistolets pour les États-Unis. Entre 1821 et 1830, la  manufacture militaire produisit 11 855 armes. Chaque décennie après, la production diminuait. Le bâtiment dépendait du courant fluvial pour faire fonctionner les machines du manège militaire. 

#### Expansion et mises à niveau

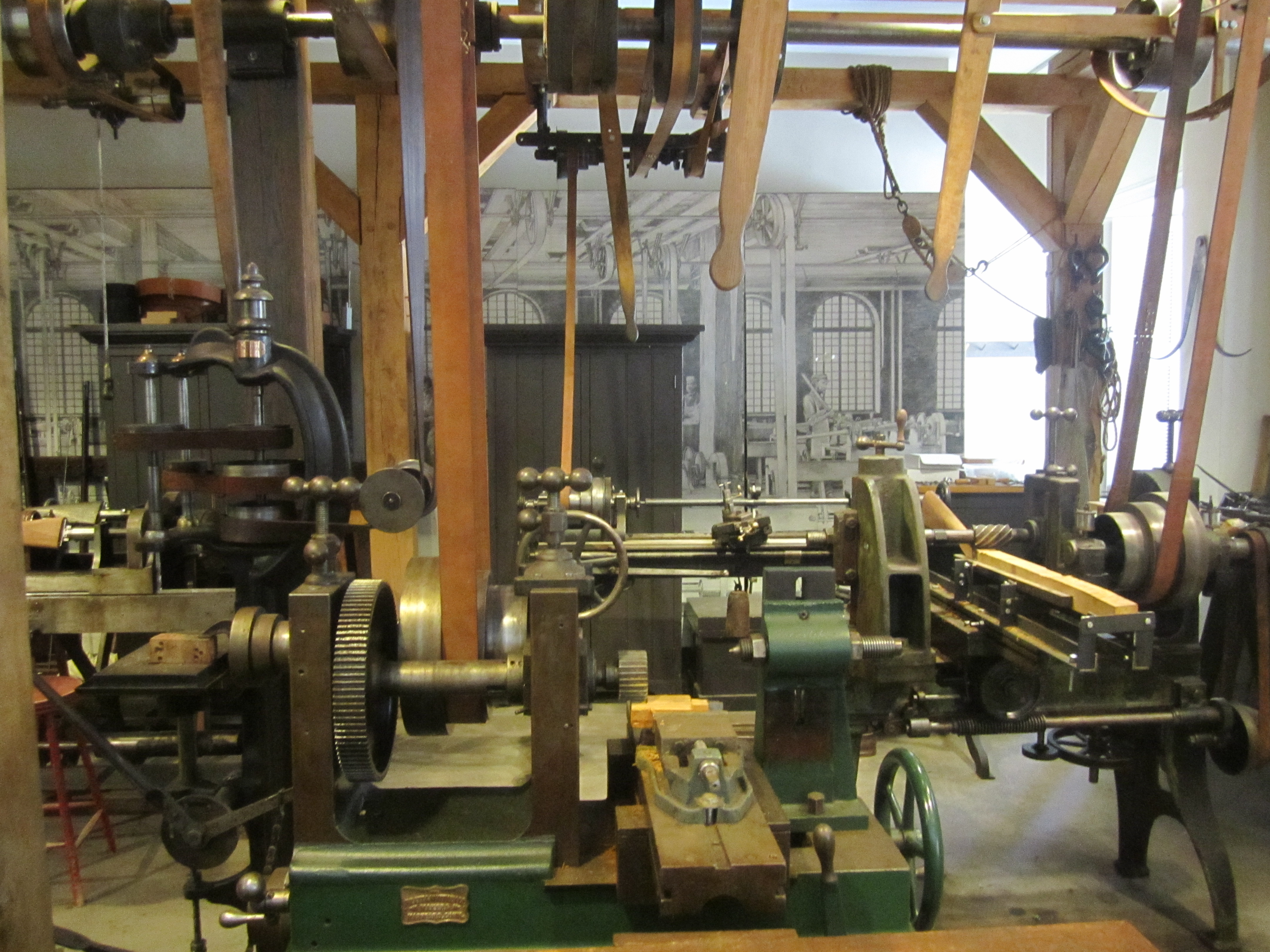
Équipement de forge d'armes exposé au parc historique national Harpers Ferry.

En 1844, l'état déficient de l'arsenal est pris en compte et la demande en équipements militaires augmenta. La rénovation et l'agrandissement de l'arsenal sont donc entrepris. La modernisation de l'arsenal débute en 1845-1854 avec la construction de sept ateliers flambant neufs et l'installation de 121 nouvelles machines. Les nouveaux ateliers avaient une superstructure en brique avec une ossature en fer et une couverture en tôle inclinée. Ces bâtiments d'arsenal reconstruits sont connus collectivement sous le nom de « US Musket Factory ». Le canal de l'arsenal est élargi afin que davantage d'eau puisse parvenir à l'arsenal, ce qui signifie qu'il aurait plus de puissance. Parallèlement à l'élargissement du canal, sept nouvelles turbines à eau ont été installées. Les mises à niveau formaient une unité fonctionnelle bien intégrée qui améliorait le flux de travail d'une étape de la production à la suivante. Tous les agrandissements de l'armurerie sont réalisés sur de lourdes fondations en pierre et comprenaient un encadrement en fonte dans le style général d'architecture d'« usine gothique ». 
De plus, le nombre de personnes employées pour travailler à l'armurerie est plus important qu'auparavant : la main-d'œuvre passe de 25 en 1802 à environ quatre cents travailleurs en 1859. Néanmoins, les conditions de travail ne s'améliorent que légèrement. 

#### Raid de John Brown
En 1859, la manufacture militaire devient le site de la célèbre saisie de l'abolitionniste John Brown, qui, sans réussir à provoquer une révolte d'esclaves, contribue à précipiter la guerre civile américaine et l'émancipation finale des esclaves aux États-Unis. 

#### Pendant la guerre civile

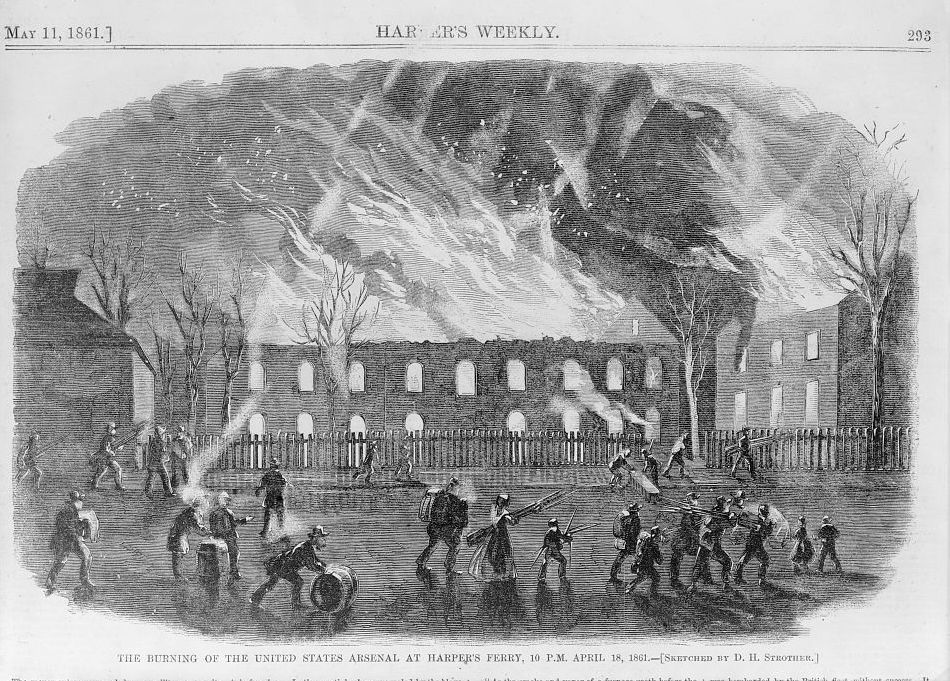
Incendie de l'arsenal des États-Unis à Harper's Ferry, le 18 avril 1861 à 10 heures, esquissé par DH Strother.

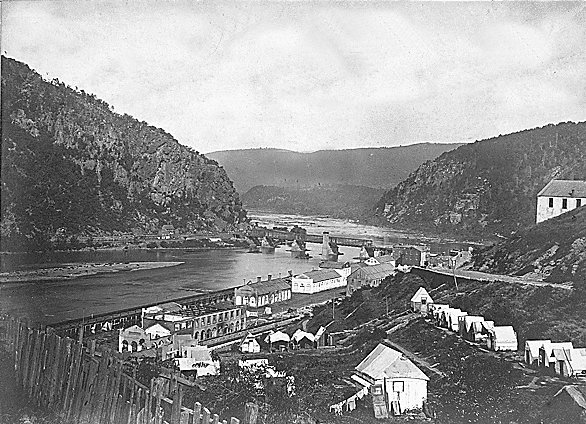
Harpers Ferry en 1865, regardant vers l'est (en aval); les ruines de la fabrique de mousquets sont visibles au centre.

Alors que la Virginie faisait encore partie de l'Union, la manufacture militaire expédie régulièrement des armes et du matériel manufacturés à travers les États-Unis. Cependant, une fois que la guerre civile a commencé, l'arsenal national devient un point de contrôle vital pour les Confédérés et pour l'Union. 
Près du début de la guerre, le 18 avril 1861, un jour seulement après la ratification conventionnelle de la sécession par Virginie, les soldats de l'Union, plus nombreux et privés de renforts, incendient leur propre arsenal pour tenter d'en empêcher l'utilisation par une Milice confédérée de la Virginie comprenant 360 hommes. Les résidents de Harpers Ferry (dont beaucoup vivaient de l'armurerie) ont été en mesure d'éteindre les incendies assez rapidement pour sauver la plupart des machines de fabrication d'armes de l'armurerie. Après avoir récupéré le matériel, les Confédérés l’expédient par chemin de fer vers le sud à Winchester, en Virginie. Le Sud n’a pratiquement pas produit d’armes de petit calibre et n’a pas assez de matières premières. Les machines prises à Harpers Ferry sont à la base de la fabrication des armes confédérées. Deux semaines plus tard, les Confédérés abandonnent Harpers Ferry. Les forces du Sud confisquent ce qui restait dans l'armurerie et incendié le reste des bâtiments restants. Ils font également sauter le pont de chemin de fer des chemins de fer Baltimore et Ohio, mais reviennent deux semaines plus tard pour détruire le Rifle Works et un pont traversant la rivière Shenandoah. 

##### Emplacement stratégique de l'armurerie
Pendant la guerre civile, l'armurerie est devenue un site d'une grande importance stratégique car elle était située très près de la ligne Mason-Dixon, ou de la frontière entre les États libres et les esclaves. En conséquence, l'Union l'a utilisé comme moyen efficace de fournir rapidement des armes aux troupes alors qu'elles se rendaient au combat. L'inconvénient d'être à la frontière était que l'armurerie pouvait facilement changer de mains et tomber sous le contrôle des Confédérés - la ville de Harpers Ferry a changé de mains au moins onze fois pendant la guerre civile. 

#### Séquelles de la guerre civile

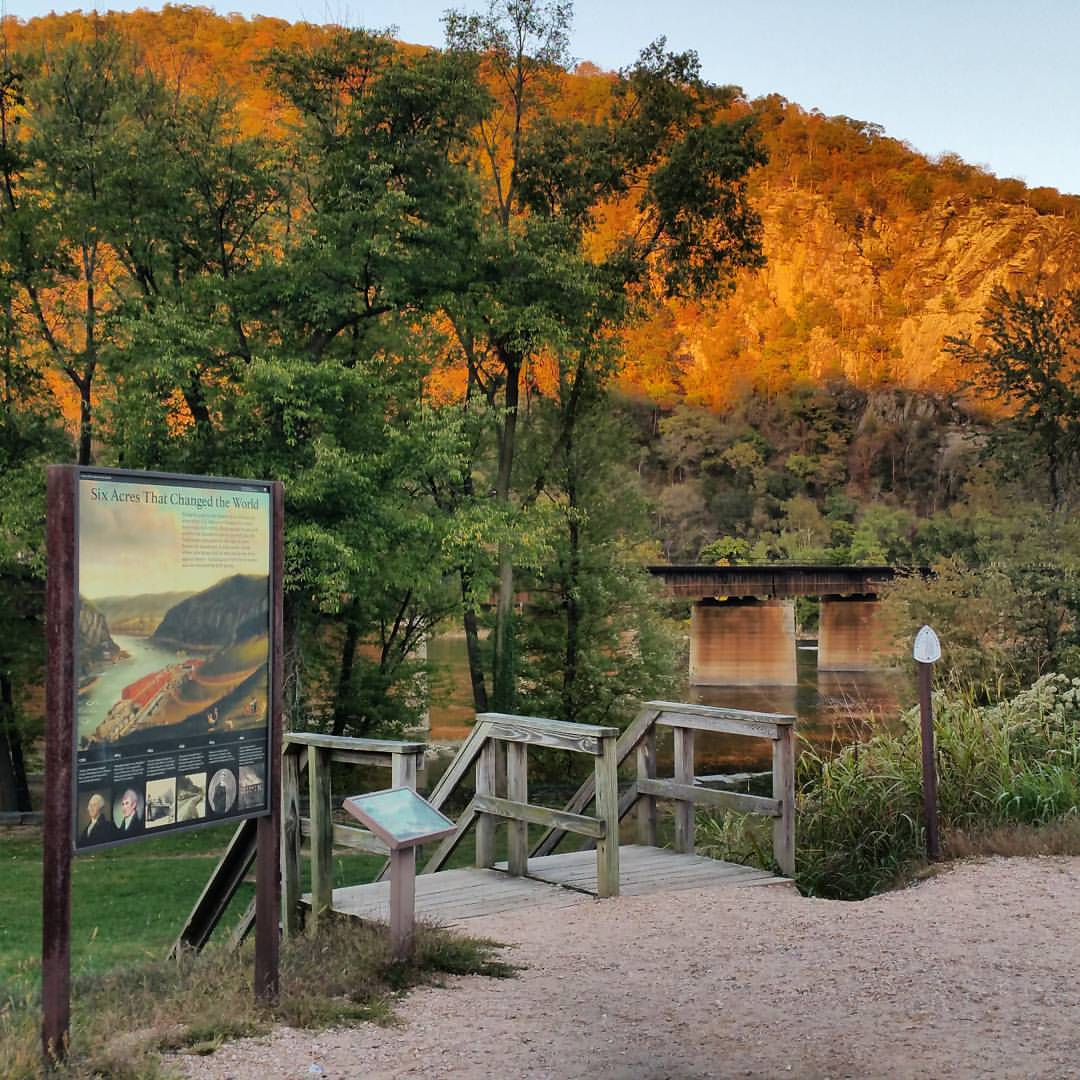
Surplombant le site archéologique US Armory (Musket Factory) (NPS Photo / Hammer).

Après la guerre civile, le Fort de John Brown était le seul bâtiment à avoir survécu aux destructions causées par les confédérés et l'Union. Le bâtiment est nommé en l'honneur de John Brown pour son raid notoire au manège militaire Harpers Ferry en 1859. Le bâtiment était la pompe à incendie et le pavillon de garde de l'armurerie. En raison de l'ampleur des dégâts causés à l'armurerie pendant la guerre civile, le gouvernement américain décida de ne pas rétablir l'armurerie à Harpers Ferry, préférant se concentrer sur les zones en rapide développement situées à l'ouest du Mississippi. 
Aujourd'hui[Quand ?], le site est principalement recouvert de talus de voie ferrée.

## Progrès technologiques
Dans les années 1970, l'historien américain Merritt Roe Smith apporte une large contribution à notre compréhension de la manière dont l'interchangeabilité des pièces mécaniques allaient depuis le concept jusqu'à la réalisation. Il sauvegarde le travail de l'armurier John H. Hall (1781-1841) de Harpers Ferry Armory et le sortir de l'obscurité. De 1815 à 1834, Hall combine tous les progrès précédents dans le domaine de la standardisation industrielle avec une conception brillante des machines et un management efficace des équipes afin de réaliser l'objectif longuement désiré d'une vraie interchangeabilité des pièces. Le modèle innovant de Hall, l'US Rifle Model 1819, était le premier produit en grande quantité dont les composants pouvaient être librement échangés avec un autre et continuer de fonctionner. 
D'autres historiens de l'industrie ont souvent crédité Eli Whitney d'avoir perfectionné les pièces standardisées avant Smith, mais bien que Whitney ait apporté quelques progrès dans ce but, il finit par abandonner et cesser l'effort. Les recherches de Smith sur le travail de Hall chez Harpers Ferry replace le fabricant du Maine à sa vraie position au sein du panthéon industriel. La technique de fabrication de Hall est devenue connue sous le nom du système américain (en), et de nos jours elle est devenue universelle. « Bien que reconnu par ses contemporains comme un contributeur majeur au Système américain », écrit l'historien de l'industrie David Hounshell en 1984, « John H. Hall a échappé à l'attention des historiens modernes jusqu'à récemment. L'ouvrage Harpers Ferry and the New Technology de Merritt Roe Smith fournit une étude remarquable des accomplissements de Hall ».